# شاهدخت ماری باتنبرگ
شاهدخت ماری باتنبرگ (به آلمانی: Prinzessin Marie Karoline von Battenberg) (۱۵ فوریه ۱۸۵۲ – ۲۰ ژوئن ۱۹۲۳) فرزند نخست شاهزاده الکساندر هسن و راین و همسرش شاهدخت جولیای باتنبرگ بود که سه ماه بعد از ازدواج آن دو متولد شد. با توجه به ناهم‌ترازی ازدواج پدر و مادر ماری، فرزندانشان از حق جانشینی در دوک‌نشین هسن محروم بودند.
ماری در ۱۹ آوریل ۱۸۷۱ در دارمشتات با شاهزاده گوستاو ارباخ شونبرگ ازدواج کرد و از این ازدواج صاحب چهار فرزند به نام‌های الکساندر، ماکسیمیلیان، ویکتور و ماری الیزابت شد.
شاهدخت ماری در ۲۰ ژوئن ۱۹۲۳ در سن ۷۱ سالگی در کرونبرگ ایم تانوس درگذشت. 